# 田口町
田口町（たぐちちょう）は、愛知県北設楽郡にかつて存在した町。現在の北設楽郡設楽町の中心市街地に該当する。

## 歴史
- 江戸時代、この地域は三河国設楽郡であり、天領、寺社領などであった。
- 1878年（明治11年）7月22日 - 郡区町村編制法施行に伴い、設楽郡が南設楽郡と北設楽郡に分割される。北設楽郡役所を田口村に置く。
- 1878年（明治11年） -
  - 中島村、西路村、東路村、田口町村が合併し、田口村となる。
  - 萩平村、塩津村、小代村、東田内村が合併し、清崎村となる。
  - 向林村、田枯村、永江沢村が合併し、八橋村となる。
  - 怒田輪村、柿平村、松野村が合併し、小松村となる。
- 1889年（明治22年）10月1日 - 田口村、清崎村、八ツ橋村、小松村、長江村、和市村、荒尾村が合併し、田口村となる。
- 1897年（明治30年）3月29日 - 段嶺村の一部（松戸）が田口村に編入される。
- 1900年（明治33年）11月14日 - 町制施行し、田口町となる。
- 1926年（大正12年）7月1日 - 田口町に置かれた北設楽郡役所廃止。
- 1942年（昭和17年）7月1日 - 県の出先機関の北設楽地方事務所を設置。
- 1948年（昭和23年） - 田口町警察（自治体警察）が発足する。
- 1951年（昭和26年） - 田口町警察廃止。北設楽地区警察署へ吸収。
- 1955年（昭和30年）11月9日 - 北設楽地方事務所を廃し、愛知県田口事務所を置く。
- 1956年（昭和31年）9月30日 - 田口町、段嶺村、名倉村、振草村の一部が合併し、設楽町となる。

## 交通機関
- 田口鉄道（のち豊橋鉄道）
  - 長原前駅・清崎駅・三河田口駅

## 教育
- 田口町立田口小学校（現・設楽町立田口小学校）
- 田口町立清崎小学校（1997年に豊邦小学校、三都橋小学校と統合。現・設楽町立清嶺小学校）
- 田口町立八橋小学校（1971年に田口小学校へ統合）
- 田口町立田口中学校（2001年に名倉中学校、清嶺中学校と統合。現・設楽町立設楽中学校）
- 田口町・段嶺村組合立清嶺中学校（2001年に田口中学校、名倉中学校と統合。現・設楽町立設楽中学校）
- 愛知県立田口高等学校

## 電気
田口町では、1924年（大正13年）にかけて町内にある事業者が電気の供給にあたっていた。1917年（大正6年）に町内最初の電気事業を開業した「田口電灯合資会社」と、その電気事業を1919年（大正8年）に引き継いだ製材業者「三河木材株式会社」の2社がそれにあたる。1924年、三河木材の電気事業は豊橋市に新設された豊川電気へと引き継がれる。豊川電気時代もその供給区域は田口町内とその周辺に限られていたが、1938年（昭和13年）に同社が中央電力という広域的な電力会社に統合されて小規模事業分立の時代が終了した。
田口町を中心に配電する事業者があったものの、町内には供給が遅れた地域もあった。大正末期にかけて町内では小松地区まで豊川電気の供給が及んでいたが、その外縁部での供給開始は遅く和市・荒尾両地区は1941年（昭和16年）、長江地区は1943年（昭和16年）のことである。さらに町内北端の八橋地区では電気事業者による供給を待たず1939年（昭和14年）4月に全戸加入の産業組合「八橋電気利用組合」を組織し、鬼沢川発電所（出力75キロワット）という自家用水力発電所を置いて独立した電気供給を始めた。同組合による供給は設楽町発足後の1965年（昭和40年）に当時の中部電力との個人契約切り替えまで続くことになる。